# Darkmere
Darkmere (ook wel Darkmere: The Nightmare's Begun) is een videospel voor de Commodore Amiga. Het spel werd ontwikkeld door Paul A. Hodgson en Andrew J. Buchanan van Zero Hour Software. Het spel werd uitgebracht in 1993. Het speelveld wordt isometrisch weergegeven. De speler speelt Ebryn, de zoon van de voormalige koning van het land Darmere. Ebryn moet zien uit te vinden wat er gebeurd is in het vervloekte land. Het spel kwam uit in het Engels, Duits, Frans en Italiaans.

## Ontvangst
Het spel werd overwegend positief ontvangen:
| Beoordeeld door | Jaar | Score |
| --------------- | ---- | ----- |
| The One Amiga   | 1994 | 82    |
| Amiga Games     | 1994 | 81    |
| Amiga Joker     | 1994 | 80    |
| Amiga Computing | 1994 | 80    |
| CU Amiga        | 1994 | 79    |
| Power Play      | 1994 | 74    |
| Amiga Magazine  | 1995 | 70    |
| Amiga Power     | 1994 | 69    |
| High Score      | 1994 | 60    |